# Maison des artisans de Colmar
Pour les articles homonymes, voir Maison des artisans.
La maison des artisans est un monument historique situé à Colmar, dans le département français du Haut-Rhin.

## Localisation
L'édifice est situé au 4, rue des Artisans à Colmar.

## Historique
À l'origine il servit de salle de réunion de la chambre artisanale (Gewerbeverein) et de logement pour son président. Il est actuellement occupé par les services de l'enfance inadaptée.
Ce bâtiment, inauguré en 1902, est né à la suite de la destruction de plusieurs maisons, passage obligé à la création de la rue des Artisans.
Il accueille actuellement le service de l'enfance inadaptée.
La façade et la toiture sur rue font l'objet d'une inscription au titre des monuments historiques depuis le 29 octobre 1975.

## Architecture
C'est un immeuble de style art nouveau.